# John Joubert
John Joubert (født 20. marts 1927 i Kapstaden - død 7. januar 2019) var en sydafrikansk komponist. Joubert har studeret i England. Han er mest kendt for sin første symfoni. Han er i det hele taget en af de mest kendte komponister fra Sydafrika. Han har skrevet 3 symfonier, orkesterværker, korværker, sange, oratorier etc. 

## Udvalgte værker
- Symfoni nr. 1 (1955-1956) - for orkester
- Symfoni nr. 2 (1970) - for orkester
- Symfoni nr. 3 (2014-2017) - for orkester